# اليكس جايرسي
اليكس جايرسي (بالإيطالية: Alex Guerci)‏ (31 يوليو 1989 في إيطاليا - ) هو لاعب كرة قدم إيطالي في مركز الوسط. لعب مع إيه سي ميلان ويو أس بركوليتزه 1932.